# Kotzendorf (Königsfeld)
Kotzendorf – dzielnica gminy Königsfeld w Niemczech, w kraju związkowym Bawaria, w rejencji Górna Frankonia, w regionie Oberfranken-West, w powiecie Bamberg, we wspólnocie administracyjnej Steinfeld. Leży w Szwajcarii Frankońskiej, nad rzeką Aufseß, liczy 107 mieszkańców.
Nazwa dzielnicy wywodzi się od słowa Kotze, oznaczającego gruby wełniany koc lub pelerynę z grubej wełny. W języku średnio-wysoko-niemieckim brzmiało kotze, zaś w staro-wysoko-niemieckim chozzo, chozza. Pochodzenie tego słowa nie jest w pełni jasne. Stosowane jest głównie na południu Niemiec i Austrii.